# Eleonora Brown
Eleonora Brown (Nápoles, 22 de agosto de 1948) es una actriz italiana, reconocida principalmente por haber interpretado a la hija de Sophia Loren en la película Dos mujeres (1960).

## Carrera
El papel principal de Brown se dio en la película de 1960 Dos mujeres, en la que interpretó a la hija adolescente de Sophia Loren. Apareció en otras películas en la década de 1960, incluyendo The Sailor from Gibraltar, The Tiger and the Pussycat y Cuore matto.... matto da legare, antes de decidir retirarse de la actuación a los 19 años, después de su aparición en The Young, the Evil and the Savage (1968).
Brown asistió más tarde a la Universidad John Cabot de Roma, donde se graduó con un título en Economía y Negocios. Luego trabajó como traductora en el Parlamento Italiano durante dos décadas.
Realizó su primera aparición en la pantalla después de 50 años en la película italiana de 2018 Un Amore Così Grande. La película se centra en el mundo de la ópera en Verona, Italia, y cuenta con la actuación del trío de ópera pop Il Volo.

## Plano personal
Los padres de Brown se conocieron durante un evento de la Cruz Roja en Nápoles al finalizar la Segunda Guerra Mundial. Su padre era estadounidense y su madre italiana. Brown se casó una vez y se divorció en 1993.